# Selenia abramaria
Selenia abramaria är en fjärilsart som beskrevs av William Schaus 1927. Selenia abramaria ingår i släktet Selenia och familjen mätare. Inga underarter finns listade.